# Louis Raffalovich
Louis Raffalovich, né en 1880, est un ancien pilote automobile français d'origine russe, formé à la mécanique par l'atelier Renault et parti vivre aux États-Unis à l'âge de 19 ans.
Il remporte les premières 24 Heures de Brighton Beach de l'année 1909 avec un autre Français, Charles Basle, : Les deux hommes remontent leurs concurrents les uns après les autres, ayant eu seuls la présence d'esprit de fixer des garde-boues à leur véhicule, pour améliorer leur visibilité sur un circuit type dirt track (en). L'épreuve ayant été émaillée de graves accidents, Louis Renault reprocha à Raffalovich de ne pas avoir levé le pied en fin de parcours, alors qu'il avait pratiquement course gagnée.
1958 donne l'occasion à Raffalovich de féliciter deux autres Auvergnats, Jacques Féret et Guy Monraisse (en), vainqueurs du rallye Monte-Carlo : il termine en effet ses jours à Vaumas dans l'Allier, où il est enterré.